# Борис (Вік)
Митрополит Борис (в миру — Вік Борис Іванович; нар. 28 серпня 1906, м. Саратов, Російська Федерація  — 16 квітня 1965, м. Сочі, Краснодарський край, похований в м. Одеса, Україна) — архієрей Українського екзархату Російської православної церкви. Хіротонізований у єпископа 2 квітня 1944. Очолював низку єпископських кафедр в Україні, зокрема Чернігівську (1945—1947) та Одеську. Активний діяч РПЦ у США. Жертва сталінського терору. Духовний наставник майбутнього предстоятеля УПЦ Володимира, митрополита Київського та всієї України.

## Біографія
Народився у поволзькому місті Саратов, неподалік Калмикії. Світське ім'я — Борис Іванович Вік. 1923 прийшов у саратовський Спасо-Преображенський монастир.
1926 рік — рукоположений у диякона архієреєм обновленцем, відомої у православній літературі як обновленці.
1930—1931 — клірик Рязанської єпархії ПЦ СРСР. Дослідники обновленського руху так коментують цей період життя майбутнього митрополита Бориса:
Кілька років був келейником у обновленського митрополита Корнілія (Попова), тоді Воронезького. Він, без сумніву, був і сам обновленцем. Невідомо тільки, коли він приніс покаяння і чи приносив його.
1931 рік — мобілізований у радянські війська, а вже 1934 увійшов до складу Московської патріархії у чернечому званні.
1935 рік — заарештований та засуджений органами СРСР, проте у червні 1937 року звільнений (імовірно під умову зректися духовної кар'єри). До 1942 року працює у світських установах.

## На чернігівській кафедрі
1 листопада 1942 архієпископ РПЦ МП Григорій (Чуков) призначив Бориса Віка настоятелем саратовського кафедрального собору, 1943 — архімандрит. 2 квітня 1944 року у Богоявленському кафедральному соборі Москви відбулася його хіротония у єпископа Ніжинського, вікарія Чернігівської єпархії. Але негайно виїхати на кафедру він не зміг. 16 квітня 1945 призначений правлячим єпископом Чернігівським та Ніжинським, першим посівши вакантне місце у ліквідованій структурі Української Православної Автономної Церкви Московського Патріархату (УПАЦ МП). Тоді це була одна з найбільших православних єпархій в Україні, де тоді служив, між іншим, св. Лаврентій Чернігівський (Лука Проскура).
За відгуками сучасників, владика Борис був відкритим до сплікування, а також вражав обивателів незвичною пишнотою церковних відправ. Під його впливом перебувала й молода українська дослідниця Михайлина Коцюбинська, яка залишила невеличкі спогади про чернігівський період служіння владики Бориса (Віка):
| У Спасо-Преображенському соборі правилося. Після війни спостерігалося відродження й пожвавлення релігійного життя. Особливо за єпископа Бориса, людини освіченої і культурної, який умів перетворити церковну відправу мало не на театральне дійство. Звісно, хто ходив молитися, а хто – дивитися, але храми були переповнені. І Спасо-Преображенський собор, і Троїцька церква. Там я вперше в житті відстояла всенічну на Великдень і загалом відчула велич церковної відправи. Якось з моїми львівськими родичами ми відвідали єпископа Бориса в його резиденції при Троїцькому монастирі, і він організував для нас дуже цікаву екскурсію до нових, напівзруйнованих печер, проритих у Болдіній горі, де вже за новітніх часів ховалися від репресій ченці (тепер через обвали вхід туди перекрито). |
1948 рік — бере участь у гучному святкуванні 500-річчя автокефалії Московської Церкви, яке відбулося у столиці СРСР. Також брав участь у численних переговорах із предстоятелями православних церков світу, які відбувалися під патронатом офіційного Кремля. Окрема історія — у сані чернігівського єпископа призначений у місію до Японії, окупованої військами США. Але змушений був повернутися до Чернігова — американці не видали йому візу.
1947 рік — Борис (Вік) залишив Україну.

## У радянській зоні окупації та США
Після двох років управління Саратовською та Чкаловської єпархіями РПЦ МП в РРФСР, 1950 направлений із специфічною розвідувальною місією у радянську зону окупації Німеччини та Західну Німеччину. За підсумками підготував звіт про релігійне життя на німецьких землях із пропозиціями практичного посилення позиції Московської патріархії в Німеччині. Того ж року призначений єпископом Берлінським та Німецьким. Брав участь у зусиллях НКВД СРСР з ліквідації структур РПЦЗ, зокрема добився переходу в МП настоятеля берлінської громади РПЦЗ архімандрита Мстислава (Волосневича). Загалом, діяв у «коридорі можливостей» післявоєнної епохи сталінізму, коли православні архієреї були змушені виказувати покору та підтримку діям СРСР на окупованих територіях.
1954 рік — скерований до США. Проте його зимовий тур по православних громадах Америки закінився депортацією із країни, оскільки уряд, вочевидь, угледів у ньому агента комуністичної розвідки. У квітні 1956 року тимчасово повертається в Україну, але аж до 1960 року регулярно відвідує США, де опікується храмами Московської патріархії.

## Одеський період
В одеський період владика Борис (Вік) підірвав здоров'я постійною боротьбою із уповноваженими у справах релігії обласного КПУ. На початку 1960-тих була установка влади на закриття діючих храмів, згортання релігійного життя. За свідченням самих одеських комуністів, митрополит дуже перешкоджав їм у цьому, чим нажив багато ворогів.
Разом з тим владика Борис, будучи митрополитом Одеським, відіграв особливу роль у житті майбутнього предстоятеля УПЦ (МП) Блаженійшого Володимира (Сабодана). Він наблизив до себе подільського юнака, постановив на іподияконське служіння.
| Владика Борис був дуже доброю людиною, із чуйним серцем. Він допомагав усім вихованцям семінарії, турбувався про ченців, яких виганяли із монастирів, що закривалися... Митрополит Борис дуже любив богослужіння. Завжди був у храмі у передсвяткові дні Різдва, Пасхи... Мені він прищепив цю любов, і я полюбив, як і він, передсвяття більше самих свят. Митрополит дуже любив заупокійні богослужіння. Поминав сотні імен. Я намагаюся уподібнюватися в цьому митрополиту Борису і завжди переживаю особливу теплоту заупокійних молитов. Роки іподияконства, проведені у Владики Бориса, – найщасливіші у моєму житті. І понині часто бачу його уві сні, як служу із ним, мандрую або розмовляю. Я гадаю, що він молиться про мене на тому світі...". |
Після кількох інфарктів помер на лікуванні у місті Сочі. Похований в Одесі, на цвинтарі Успенського монастиря. Відспівування митрополита Херсонського та Одеського відбулося 19 квітня, його очолив Іоасаф (Лелюхін), митрополит Київський та Галицький, екзарх України.

## Авторські праці
- «О насильственном разлучении православной паствы в Америке со своим архипастырем», ЖМП, 1955, № 3, 13-14.
- «Поучение в день Пятидесятницы», ЖМП, 1961, № 6, 39-40.
- «Речь на приеме участников сессии в Одессе», ЖМП, 1964, № 4, 16-17.

## Виноски
1. ↑  Открытая православная энциклопедия ДРЕВО. Борис (Вик). Архів оригіналу за 25 грудня 2010. Процитовано 9 січня 2011.